# Kusztor Péter
Kusztor Péter (Budapest, 1984. december 27. –) korábbi magyar országútikerékpár-versenyző. Mezőnyversenyben kétszeres, időfutamban egyszeres magyar bajnok.

## Pályafutása
Részt vett a 2008. évi nyári olimpiai játékokon.
Először 2003-ban indult a Tour de Hongrie-n, melyen legjobb eredményét, a 11. helyet (2. legjobb magyarként) 2015-ben érte el.
2018-ban cukorbetegséget állapítottak meg nála, ezt követően szerződtette a kizárólag a betegségben érintett kerékpárosokat foglalkoztató Team Novo Nordisk, így a 2020-as évek elején a néhány, UCI ProTeamben szereplő magyar kerékpáros egyike volt, és olyan versenyeken indulhatott, mint a Milánó–Sanremo. 2024-ben bejelentette visszavonulását, de a 2025-ös szezonra visszatért az Epronex–Hungary Cycling Team csapatába, társcsapatkapitányként. Év közben azonban végleg visszavonult; a 2025-ös Giro d'Italián a Red Bull–Bora–Hansgrohe szakácsaként vett részt.